# Bataille de Bapheus
Guerre entre les Ottomans et l'empire byzantin
Batailles
- Bapheus
- Campagne catalane
- Bursa
- Pélékanon
- Nicée
- Nicomédie
- 1re Gallipoli
- 2e Gallipoli
- Philadelphie
- 1re Constantinople
- 2e Constantinople
- 3e Constantinople
- 4e Constantinople
- Thessalonique
- Bosphore
- 5e Constantinople

La bataille de Bapheus s'est déroulée le 27 juillet 1302 entre l'armée ottomane dirigée par Osman Ier et l'armée byzantine (composée en partie de mercenaires alains) dirigée par le général Georges Muzalon et Michel IX Paléologue, le fils d'Andronic II Paléologue.

## Contexte
L'offensive victorieuse du général Jean Tarchaniotès en 1298 contre les émirats turcs s'est révélée sans lendemain ; les émirs affaiblis par ces actions ont peu à peu reconquis les territoires qu'ils contrôlaient, profitant du remplacement de Jean par des chefs de guerre souvent moins compétents. De plus, les mercenaires, souvent non payés, désertent les rangs de l'armée byzantine. Pour défendre la Bythinie, Andronic II profite de l'arrivée d'Alains qui fuient les Mongols et demandent l'asile. Andronic les envoie en Anatolie où il les met sous le commandement de son fils Michel. Les Alains sont entre 10 000 et 16 000 dont la majorité de femmes et d'enfants. En 1302, lorsque Michel IX prépare son offensive, il reste à Magnésie où ses officiers l'encouragent à la prudence, du fait de son absence d'expérience militaire. Face à cet immobilisme, les Turcs ravagent les campagnes alentour. Les Alains ne comprenant pas cette stratégie demandent à quitter les rangs de l'armée tandis que les éléments byzantins de celle-ci abandonnent la campagne, écœurés de voir leurs biens détruits impunément. Andronic réussit à rassembler l'argent nécessaire pour solder les Alains trois mois supplémentaires.

### La fuite des Alains de Magnésie
Au terme des trois mois, les Alains commencent à déserter tandis que les Turcs resserrent leur pression autour de Magnésie. Face au danger, Michel IX décide de battre en retraite vers l'ouest entraînant le reste de son armée. Celle-ci passe par Pergame alors que ses arrières sont constamment harcelés par les Turcs. À Pergame, la population panique devant cette retraite et fuit soit vers l'Hellespont soit pour la majorité vers l'Europe. La plupart des Alains réussissent à se replier en Europe où l'armée byzantine les soumet et les oblige à implorer le pardon de l'empereur.

## Bataille
Pendant ce temps, le corps d'Alains envoyés le long du Sangarios, fleuve marquant la frontière entre les territoires byzantins et turcs, fait aussi face à une offensive turque. Cette armée, commandée par le général Mouzalon, est composée de 2 000 hommes. Elle fait face à 5 000 Ottomans dirigés par Osman Ier, le fondateur de la dynastie ottomane. La bataille se déroule près de Nicomédie le 27 juillet 1302. Les Alains sont vaincus par les Ottomans et se replient dans Nicomédie, laissant les troupes d'Osman ravager les campagnes environnantes.

### Après la bataille
Moins d'un an après cette écrasante victoire, les Ottomans affronte une nouvelle fois l'armée byzantine dans les plaines de Dimbos, remportant une nouvelle victoire face des Byzantins dépassés.

## Conséquences
Les Ottomans pillent alors impunément les campagnes byzantines de la Bithynie. Seules les grandes villes telles que Brousse, Nicée ou Nicomédie constituent des îlots de sécurité pour les Grecs. La plupart des paysans fuient en direction de l'Europe devant l'insécurité régnant sur leurs terres. Peu de temps après, une armée dirigée par Progonos Sgouros est aussi vaincue par les Ottomans. Toutefois, Andronic parvient à gagner les services de la Compagnie catalane, un groupe de mercenaires catalans expérimentés, envoyé en Asie Mineure repousser les Turcs en 1304.

## Dans la culture

### Jeu vidéo
- La bataille de Bapheus fait partie des batailles jouables dans  Age of Empires II: DE.

## Sources
- (en) Bartusis, The Late Byzantine Army : Arms and Society 1204-1453, Philadelphie, University of Pennsylvania Press, coll. « The Middle Ages series », 1997, 438 p. (ISBN 978-0-8122-1620-2, lire en ligne).
- Louis Bréhier, Vie et mort de Byzance, Paris, A. Michel, coll. « Le monde byzantin / Bibliothèque de L'évolution de l'humanité » (no 51), 2006, 632 p. (ISBN 978-2-226-17102-3).
- Albert Failler, « Les origines de l’Empire ottoman et la bataille de Bapheus (1302) », Revue des études byzantines, vol. 77,‎ 2019, p. 175-202
- Donald M. Nicol (trad. de l'anglais par Hugues Defrance), Les derniers siècles de Byzance, 1261-1453, Paris, Tallandier, coll. « Texto / Goût de l'histoire », 2008, 530 p. (ISBN 978-2-84734-527-8)